# 阿古斯丁·阿瓜隆戈
阿古斯丁·阿瓜隆戈（1780年8月25日—1824年7月13日）是哥伦比亚独立战争期間保皇党的指挥官。

## 生平
阿古斯丁·阿瓜隆戈是美洲原住民，生于帕斯托。1811年，阿古斯丁·阿瓜隆戈加入支持西班牙帝國的保皇党阵营。1822年，他與反西軍隊作戰。 
1824年，他在波帕扬被捕并被处决。他臨終前高呼“国王万岁！”阿古斯丁·阿瓜隆戈去世後遺體安葬在波帕扬的一座教堂里。 